# María Trinidad Sánchez (prowincja)
María Trinidad Sánchez – jedna z 32 prowincji Dominikany. Stolicą prowincji jest miasto Nagua.

## Opis
Prowincja Dominikany, zajmuje powierzchnię 1 207 km² i liczy 140 925 mieszkańców 1 grudnia 2010.

## Gminy
| Lp.     | Gmina        | Liczba ludności (2010) | Powierzchnia (km²) |
| ------- | ------------ | ---------------------- | ------------------ |
| 1       | Cabrera      | 24 524                 | 271                |
| 2       | El Factor    | 24 240                 | 147                |
| 3       | Nagua        | 76 993                 | 545                |
| 1       | Río San Juan | 15 168                 | 244                |
| Łącznie |              | 140 925                | 1 207              |